# Космос-196
Космос-196 — советский малый научно-исследовательский спутник серии «Космос». КА типа «ДС-У1-Г» (исследование связи между параметрами атмосферы и солнечной активностью), сер. № 2. Был запущен 19 декабря 1967 года с космодрома Капустин Яр со стартового комплекса № 86/1 ракетой-носителем «Космос 11К63».

## Первоначальные орбитальные данные спутника
- Перигей — 225 км
- Апогей — 887 км
- Период обращения вокруг Земли — 95.5 минуты
- Угол наклона плоскости орбиты к плоскости экватора Земли — 49°

## Аппаратура, установленная на спутнике
Спутник имел аппаратуру для изучения суточных вариаций свойств атмосферы, влияния солнечной активности, регистрации ультрафиолетового излучения Солнца, метеорной эрозии оптических элементов.